# Suzuki Alto
De Suzuki Alto is een auto uit de miniklasse van het Japanse automerk Suzuki.
De Alto wordt al vanaf 1979 geproduceerd.
| Generatie    | Jaar van productie |
| ------------ | ------------------ |
| 1e generatie | 1979 t/m 1985      |
| 2e generatie | 1985 t/m 1994      |
| 3e generatie | 1994 t/m 2002      |
| 4e generatie | 2002 t/m 2008      |
| 5e generatie | 2008 t/m heden     |

## Kenmerken
Het model werd in Japan uitgevoerd met een F5A-motor. Deze heeft een SOHC-motor met drie naast elkaar geplaatste cilinders met zes kleppen (twee per cilinder). De motorinhoud kwam op slechts 550cc. Daarmee viel de Alto binnen de kei-klasse, waardoor enig belastingvoordeel behaald wordt in Japan naast een aantal versoepelingen in regelgeving over parkeergelegenheid. Ook waren turboversies met vierwielaandrijving leverbaar in Japan.
In Europa werd de Alto tot 1996 met een 800cc-motor geleverd. Deze F8B heeft net als de F5A een SOHC drie naast elkaar geplaatste cilinders met twee kleppen per cilinder. Het model van na 1994 werd geleverd met een 1.0l-viercilindermotor. Het nieuwste model wordt geleverd met een 1.0l-driecilindermotor (K10B). De huidige Alto (handgeschakeld) was BPM en motorrijtuigenbelastingvrij. Auto’s met een zeer lage CO2-uitstoot waren tot en met 2013 vrijgesteld van wegenbelasting. Deze vrijstelling is nu afgeschaft. Auto’s met een CO2-uitstoot van niet meer dan 50 gram per kilometer konden tot 1 januari 2015 nog wel gebruik maken van deze vrijstelling.